# Véna

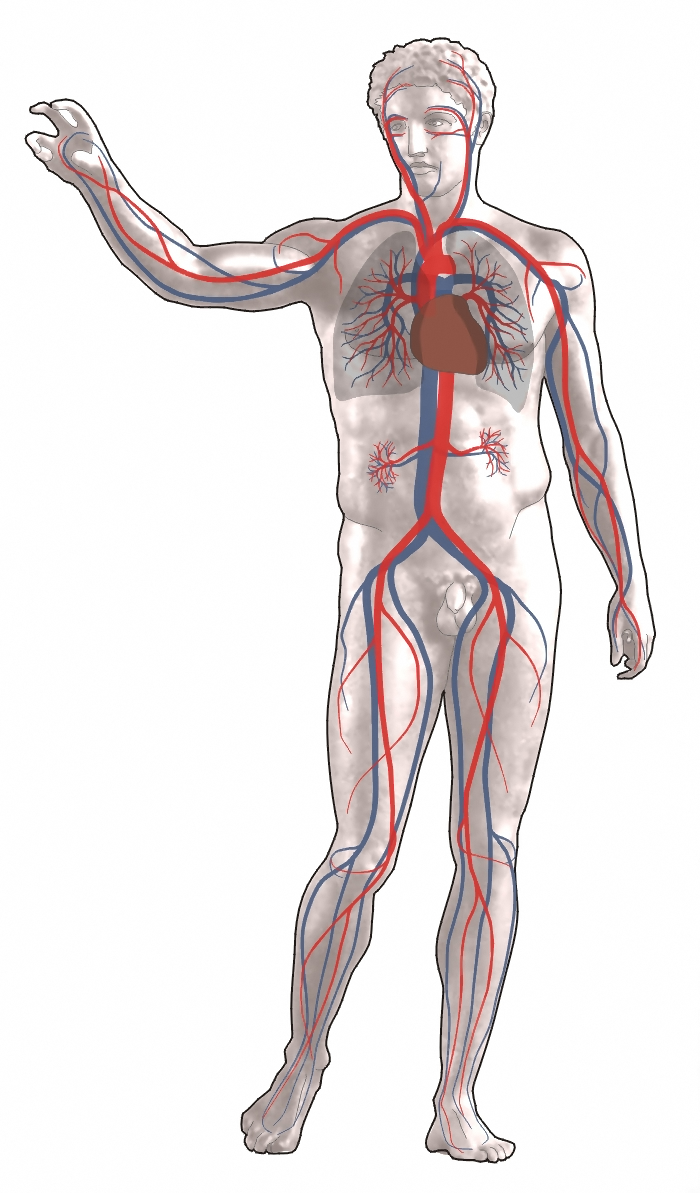
Vérkeringés:
Kék= oxigénszegény vér
Vörös= oxigéndús vér

A vénák (gyűjtőerek, visszerek) a hajszálerek felől a szív felé vezetik a vért, a legkisebb vénák egyre nagyobb átmérőjű erekbe szedődnek össze. A legtöbb véna a nagy vérkör része, és szén-dioxidban gazdag vért szállítanak. A tüdő felől a kis vérkör vénái és a magzati köldökvéna (vena umbilicalis) oxigéndús vért szállítanak. Falaikban vékony simaizomréteg és kevés rugalmas rost található. Ennek következtében a vénák tágulékonyak, nem állnak ellen a vér feszítő hatásának, ezért nagyobb mennyiségű vért képesek befogadni. A vénákban található billentyűk szelepként működve megakadályozzák a vér visszafelé áramlását.

## Vénák betegségei

### Visszértágulat
A visszérbetegség leggyakrabban az alsó végtagon, lábon alakul ki. A kisebb, főként esztétikai problémát jelentő seprűvénáktól a nagy, kacskaringós, kidudorodó, akár fekélyesedő visszértágulatokig.
Kialakulásának hátterében állhat:
- (genetikailag) gyenge kötőszövet,
- túlsúly,
- terhesség,
- álló- vagy ülőmunka,
- a női nem (gyakoribb az előfordulás).

### Visszérgyulladás
A visszértágulat szövődménye, mely során a gyulladt érszakaszban trombózis is létrejöhet. De fontos megjegyezni, hogy a felszíni vénák trombózisa nem egyenlő a mélyvénás trombózissal! A visszérgyulladás nagyfokú fájdalommal, bőrmelegséggel, gyakran levertséggel, hidegrázással, lázzal jár.

### Mélyvénás trombózis
Az egyik legsúlyosabb vénás betegség. A végtagok mélyen futó vénáiban alakul ki. Több szempontból is nagy veszélyt jelent: a végtagokból nem képes a vér elfolyni, ami duzzanathoz, elhaláshoz vezet. A kialakult vérrögből (trombus) kisebb-nagyobb darabok is leszakadhatnak, melyek a vérárammal a szíven keresztül a tüdőbe kerülhetnek, tüdőembóliát, de súlyosabb esetben hirtelen halált is okozhatnak.
Leggyakoribb okai között a genetikai hajlamot, a különféle belgyógyászati betegségeket, az életmódot (pl. ülőmunka), az immobilizációt (pl. tartós ágyban fekvés) említhetjük.

## Fordítás
Ez a szócikk részben vagy egészben  a   Vein című angol Wikipédia-szócikk fordításán alapul.  Az eredeti cikk szerkesztőit annak laptörténete sorolja fel. Ez a jelzés csupán a megfogalmazás eredetét és a szerzői jogokat jelzi, nem szolgál a cikkben szereplő információk forrásmegjelöléseként.